# Луговской, Виктор Владимирович
Ви́ктор Влади́мирович Луговско́й (род. 27 августа 1980, Челябинск) — российский хоккеист, выступавший в высшем дивизионе чемпионата Белоруссии. Мастер спорта России.

## Биография
Виктор Владимирович Луговской родился 27 августа 1980 года в городе Челябинске Челябинской области.
Воспитанник хоккейной школы челябинского «Трактора», в составе которого дебютировал в 2000 году в высшей лиге российского чемпионата, в которой в тот период выступали и другие клубы, ворота которых Виктор Луговской защищал в последующие 2 года: московское ЦСКА (2001/2002), воскресенском «Химике» и тверском ТХК (2002/2003).
В сезоне 2003/2004 в составе минского клуба «Керамин» завоевал «золото» Восточно-европейской хоккейной лиги и «серебро» чемпионата Белоруссии.
В сезоне 2004/2005 вернулся в чемпионат российской высшей лиги и защищал ворота кирово-чепецкой «Олимпии» и пензенского «Дизеля».
В 2005—2007 годах вновь играл в чемпионате Белоруссии в клубах «Гомель» (2005/2006) и «Брест» (2006/2007).
Завершил карьеру в клубах высшей лиги России: нижнетагильском «Спутнике» (2007/2008) и курганском «Зауралье» (2008/2009).

## Достижения
- Чемпион Восточно-европейской хоккейной лиги 2003/2004[англ.]
- Серебряный призёр чемпионата Белоруссии 2003/2004[англ.]